# Sea Women of Melanesia

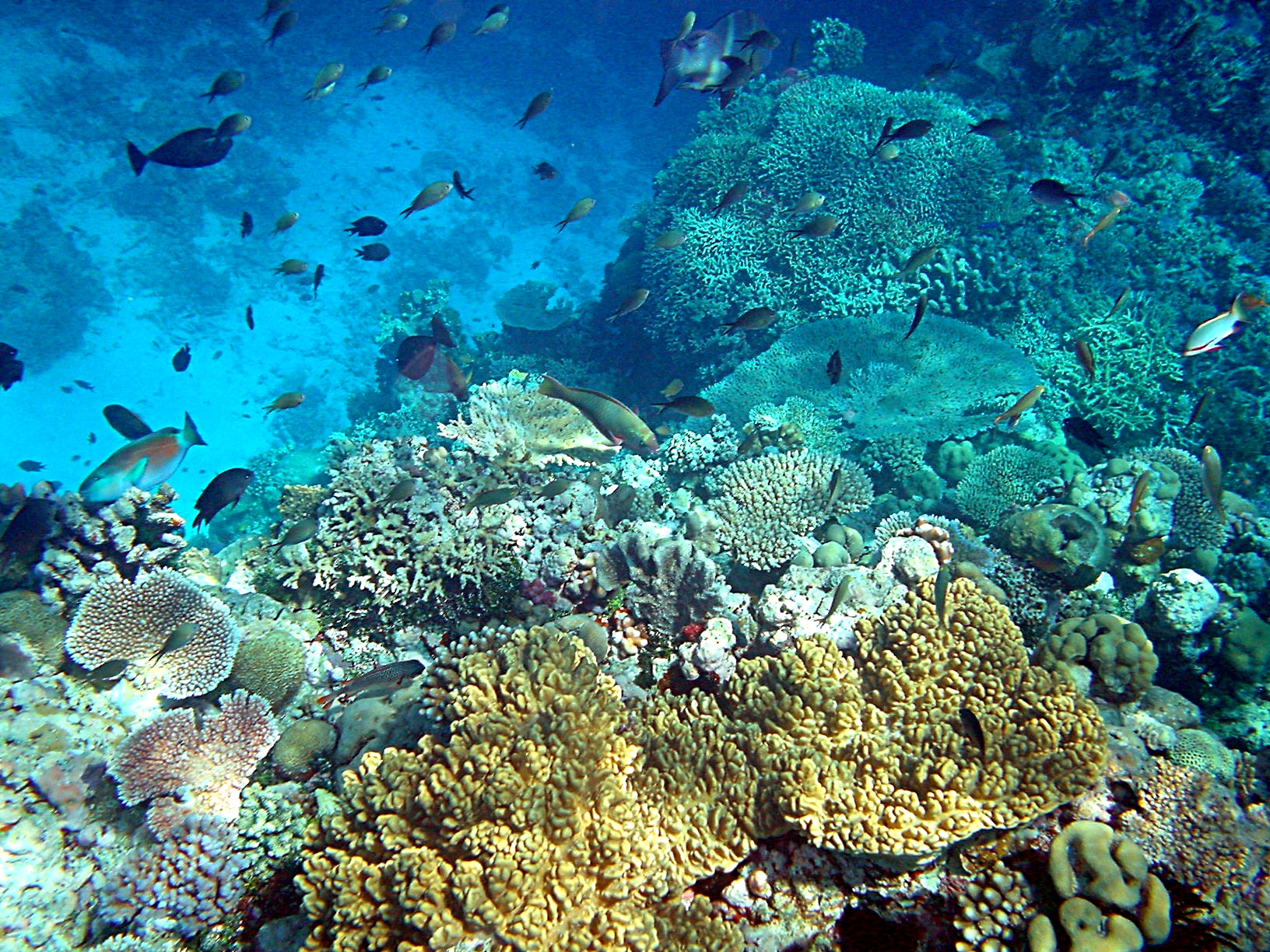
Récifs coralliens en Papouasie-Nouvelle-Guinée.

L'association Sea Women of Melanesia surveille l'état des récifs coralliens fragiles en Mélanésie, une région multi-insulaire du Pacifique Sud. Son objectif est de former les femmes locales à la plongée et de leur transmettre des connaissances en sciences marines. Cela leur permet d'enregistrer l'état des récifs coralliens et d'établir et de restaurer des zones marines protégées.

## Histoire
Le programme a été lancé en 2017 par la Coral Sea Foundation, une organisation à but non lucratif basée en Australie. L’idée est née lorsque son fondateur, Andy Lewis, vivait dans une communauté autochtone éloignée tout en faisant de la recherche. Une femme locale s'est intéressée à son travail et a demandé à Lewis s'il pouvait créer un programme pour permettre aux femmes de travailler dans la conservation marine[réf. souhaitée].
« Elle venait de terminer sa 12e année, n'avait aucun diplôme universitaire ni connaissances scientifiques, mais elle était passionnée par la conservation marine » a déclaré Evangelista Apelis, ancienne codirectrice de Sea Women of Melanesia. Quelques années après cette rencontre, la Coral Sea Foundation fonde Sea Women of Melanesia (SWoM), une organisation à but non lucratif enregistrée en Papouasie-Nouvelle-Guinée. Le conseil d'administration est entièrement composé de femmes autochtones. Début 2022, l’association comptait plus de 40 membres et protégeait 43 zones marines.

## Activités
Les Sea Women de Mélanésie travaillent aux Îles Salomon et en Papouasie-Nouvelle-Guinée depuis 2018 pour promouvoir la restauration des récifs coralliens et soutenir la création de zones interdites à la pêche. Elles s'engagent également en faveur des zones marines protégées dans les deux pays afin de garantir que les habitants des villages continueront d'avoir accès aux stocks de poissons abondants dont ils ont besoin pour subvenir à leurs besoins.
Les femmes suivent un programme de formation en sciences marines complété par une formation pratique aux techniques d'étude des récifs et à l'écologie des récifs coralliens. La qualification comprend un certificat de plongée internationalement reconnu et une formation à l'utilisation du GPS, des caméras sous-marines et de la vidéo pour enregistrer les populations de poissons et de coraux dans les récifs du Triangle de Corail. Dans leurs communautés, elles collectent des informations sur les récifs et les populations de poissons afin de les combiner avec les connaissances scientifiques et faire progresser les travaux de conservation.
Entre 2018 et 2021, les Sea Women of Melanesia ont contribué à la création de nombreuses nouvelles zones marines protégées dans les eaux régionales. Elles ont reçu plusieurs prix pour leur travail, notamment celui du Programme des Nations Unies pour l'environnement, le PNUE, en tant que Champion de la Terre en 2021.
Les Sea Women changent les idées sur le rôle des femmes dans leur communauté et offrent des opportunités d'assumer des rôles de leadership. Pour les SWoM, combiner les connaissances autochtones avec la science est au cœur de leur engagement avec les communautés. Apprendre auprès des membres de la communauté où se trouvent la plupart des poissons à une période particulière de l'année, comparer les changements de couleur des récifs coralliens avec les données de mesures sous-marines ou comprendre comment les marées peuvent changer en fonction du changement climatique est important pour la sensibilisation,.
Inspirée par les SWoM et forte de son succès, la Coral Sea Foundation a lancé une autre initiative en 2022, les Sea Women of the Great Barrier Reef. L'objectif est de former et de mettre en réseau les femmes autochtones qui souhaitent se consacrer à la protection de la Grande Barrière de Corail. Les Sea Women of Melanesia ont soutenu la nouvelle initiative en proposant des formations et des conseils.

## Prix
- 2020 : The Ocean Tribute Award[5],[6]
- 2021 : Ocean Award Local Hero de la Blue Marine Foundationr[7]
- 2021 : Prix Champions de la Terre dans la catégorie Inspiration et Action
- 2023 : Commonwealth Innovation Award 2023 dans la catégorie Protéger la planète et l'environnement naturel dans le Commonwealth (Naomi Longa pour les Sea Women of Melanesia)[8]

## Liens web
- Sea Women of Melanesia 2021 Champion of the Earth - Vidéo d'inspiration et d'action publiée par le PNUE 2021
- Article détaillé sur les Sea Women de Mélanésie dans ABC News du 7 juin 2023